# Bulbul à oreillons bruns
Hypsipetes amaurotis
Espèce
Statut de conservation UICN

 LC  : Préoccupation mineure

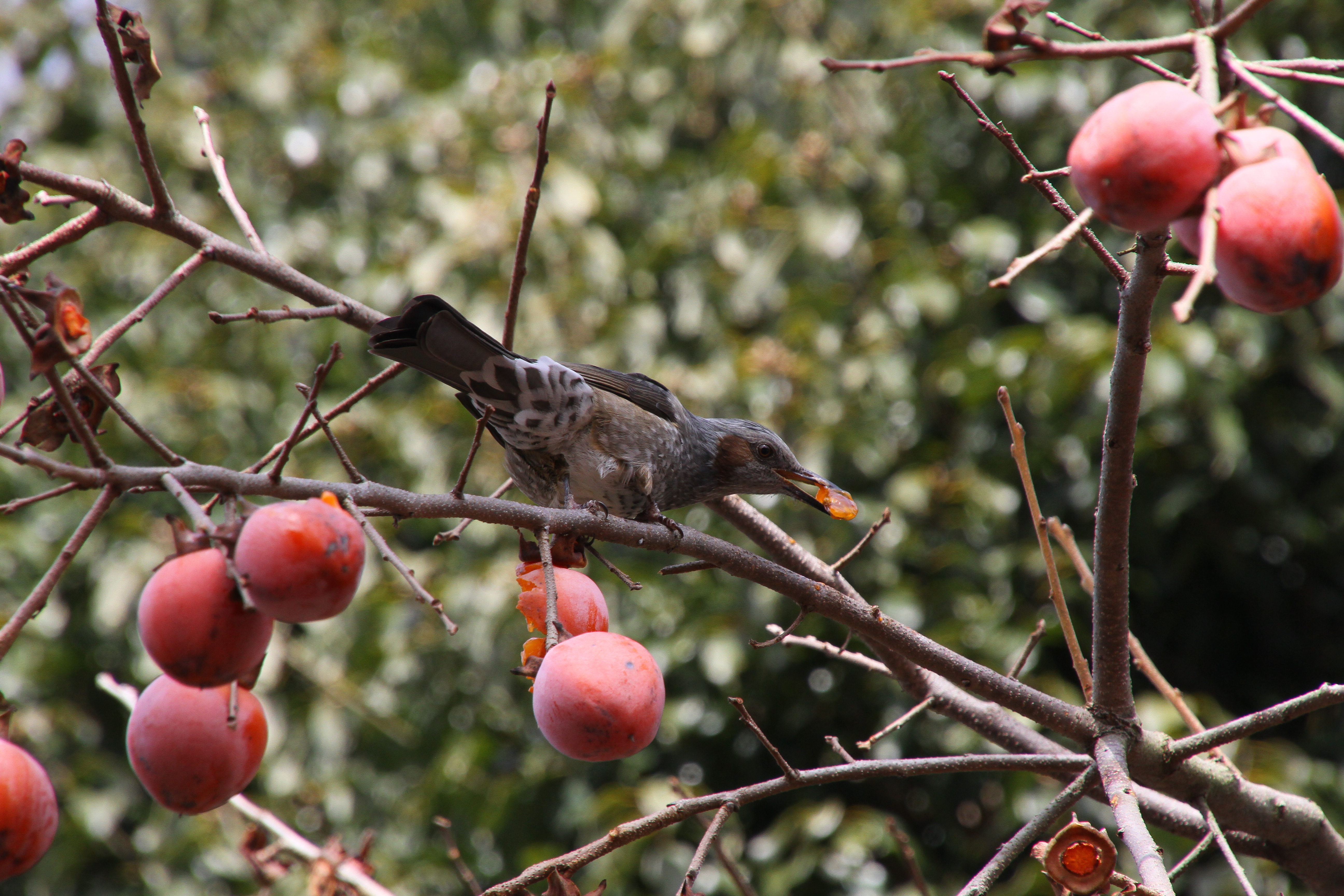
Kyoto Japon 7 février 2020

Le Bulbul à oreillons bruns (Hypsipetes amaurotis) est une espèce d'oiseaux de la famille des Pycnonotidae.

## Répartition
Cet oiseau vit en Asie, du Japon et la Corée jusque dans le Nord des Philippines.

## Interactions
Il a été montré en 2018 que cet oiseau peut ingérer des phasmes et transporter leurs œufs sur des distances importantes, certains de ces œufs restant une fois évacués dans les fèces de l'oiseau viables. Cette interaction durable entre une proie et son prédateur pourrait expliquer comment certaines îles ont été colonisées par certains phasmes,.

## Taxinomie
Selon la classification de référence du Congrès ornithologique international (version 14.2, 2024) :
- Hypsipetes amaurotis amaurotis (Temminck, 1830) — sud de Sakhaline, Japon et Corée du Sud ;
- Hypsipetes amaurotis matchiae (Momiyama, 1923) — sud de Kyushu ;
- Hypsipetes amaurotis ogawae Hartert, 1907 — nord des îles Ryūkyū;
- Hypsipetes amaurotis pryeri Stejneger, 1887 — centre des îles Ryukyu;
- Hypsipetes amaurotis stejnegeri Hartert, 1907 — sud des îles Ryukyu ;
- Hypsipetes amaurotis squamiceps (Kittlitz, 1830) — îles Bonin ;
- Hypsipetes amaurotis magnirostris Hartert, 1905 — îles Iwo ;
- Hypsipetes amaurotis borodinonis (Kuroda, 1923) — îles Daitō ;
- Hypsipetes amaurotis nagamichii Rand & Deignan, 1960 — Lanyu et Taïwan ;
- Hypsipetes amaurotis batanensis Mearns, 1907 — Batanes ;
- Hypsipetes amaurotis fugensis Ogilvie-Grant, 1895 — îles au nord de Luçon ;
- Hypsipetes amaurotis camiguinensis McGregor, 1907 — Camiguin Norte.